# Nestling

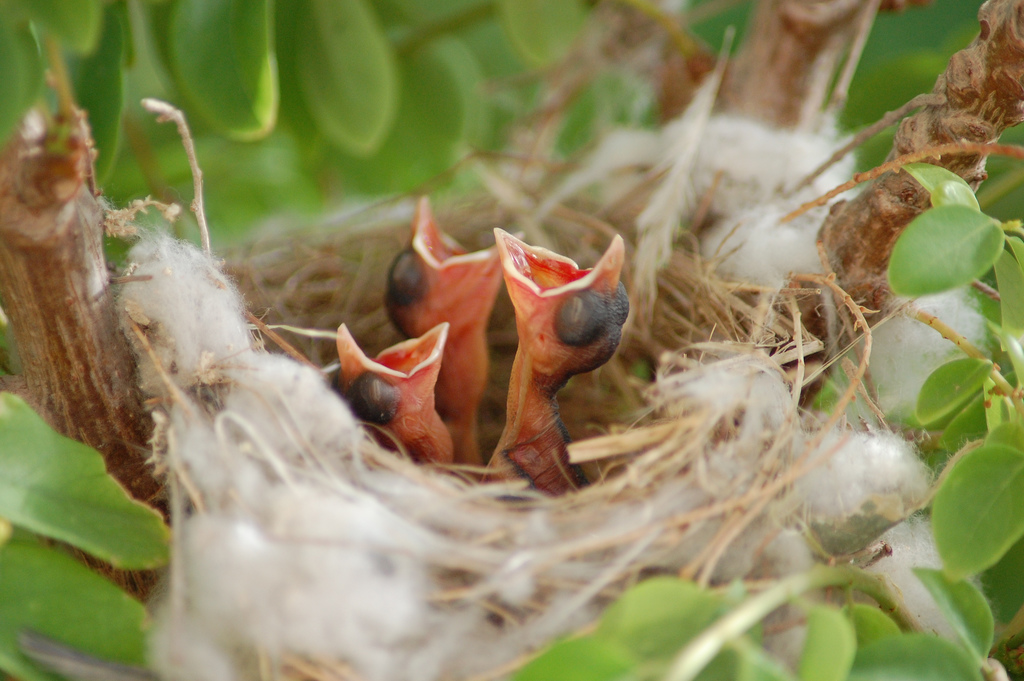
Drei Vogelnestlinge beim Sperren

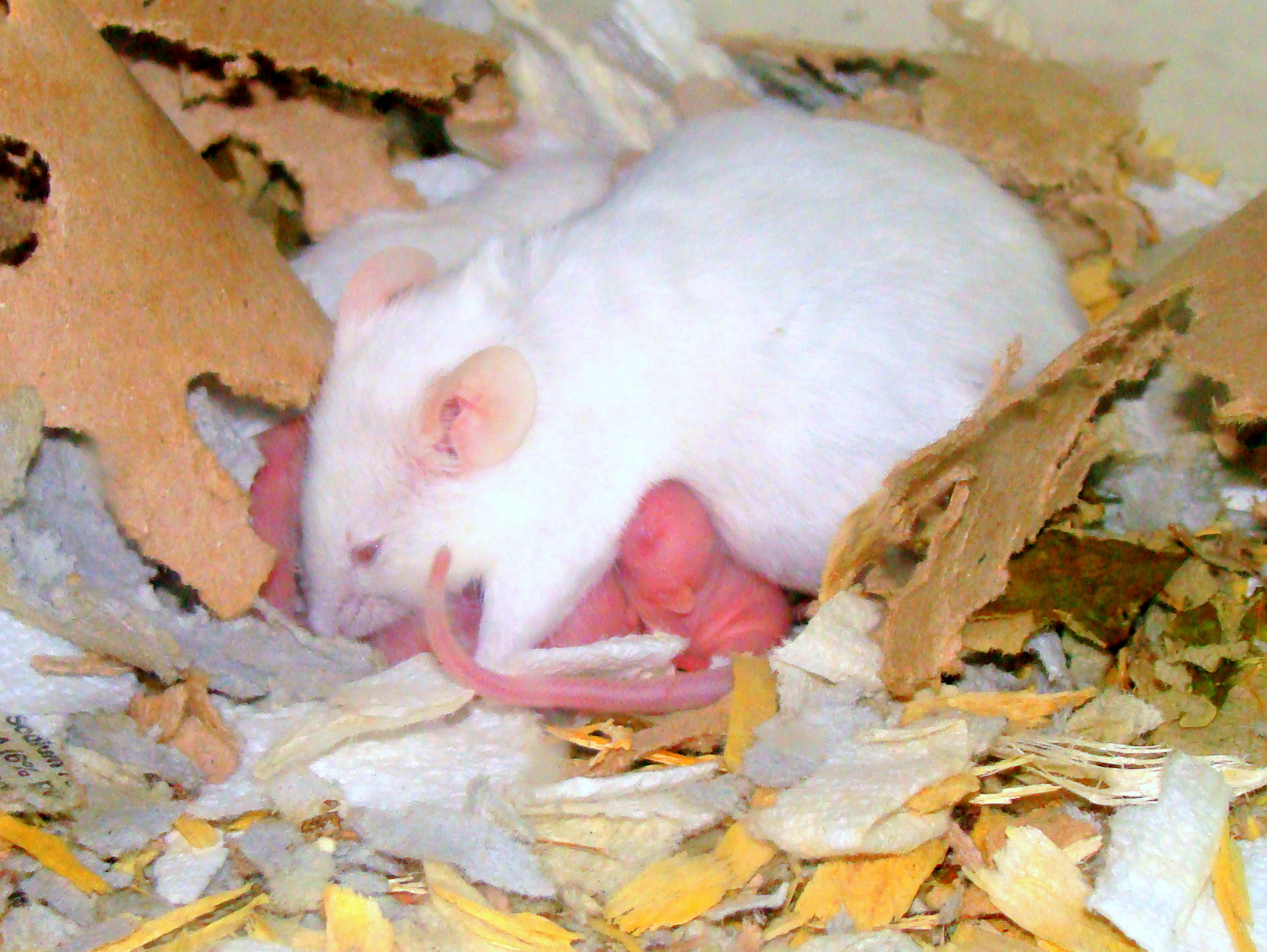
Neugeborene Farbmäuse haben noch embryonale Merkmale: Nesthocker.

Als Nestlinge werden Jungtiere bezeichnet, die als so genannte Nesthocker noch im Nest ihrer Eltern leben. Der Begriff Nestling wird sowohl auf den Nachwuchs der Vögel angewandt als auch auf den Nachwuchs von Nagetieren, also zum Beispiel auf junge Ratten, Mäuse und Goldhamster sowie Kaninchen, die in den ersten zwei Wochen nach der Geburt nur versehentlich das Nest verlassen.
Im Englischen, wie in einigen romanischen Sprachen, werden Arten, deren Nachwuchs zunächst wenig mobil ist und das Nest nicht verlässt, als altricial bezeichnet. Der lateinische Wortstamm alere bedeutet: aufziehen, großziehen oder nähren. Lorenz Oken prägte zur leichteren Verständlichkeit für Laien den deutschen Fachbegriff Nesthocker.
Die Zeit, die die Nestlinge im elterlichen Nest verbringen (bei Vögeln also die Zeit vom Schlüpfen bis zum Flüggewerden), ist die Nestlingszeit bzw. Nestlingsdauer.
Ist ein Nestling alt genug, um auch außerhalb des Nestes seine Flugfähigkeiten und die selbstständige Nahrungsaufnahme zu trainieren, so beginnt für ihn eine neue Phase seines Lebens, und er wird vom Nestling zum Ästling.

## Belege
1. ↑  Nestling. Auf: duden.de, zuletzt abgerufen am 19. April 2022.
2. ↑  Schädlingsbekämpfung > Schadnager > Mäuse > Hausmaus. Auf: asd-muenchen.de, zuletzt abgerufen am 19. April 2022.
3. ↑  Uta Henschel: Porträt Lorenz Oken: Ein Forscher wird entdeckt. In: Geo-Magazin, April 2001, S. 158–176
4. ↑  Ästling oder Nestling – die Zeit der Jungvögel. (Memento vom 30. Oktober 2017 im Internet Archive). Im Original publiziert vom Tierheim Emmendingen.